# Xanthorhoe marginata
Xanthorhoe marginata là một loài bướm đêm trong họ Geometridae.